# Guerra sirio-efraïmita
La Guerra_sirio-efraïmita va tenir lloc al segle viii aC, quan Assíria era el principal poder regional.
Les nacions més petites de Síria (territori sovint anomenat Aram) i el Regne d'Israel (sovint anomenat Ephraim a causa de la tribu principal) formaven una coalició defensiva contra l'amenaça que venia d'Assíria de la que havien estat prèviament nacions tributàries, i finalment havien decidit distanciar-se. El regne del sud d'Israel, conegut com a Regne de Judà, era lleial a Assíria i es negava a formar part de la coalició. Judà era governat pel rei Acaz. El 735 aC, Damasc sota Rezin, i Israel, sota Pècah, intentaren deposar Acaz per mitjà d'una invasió. Judà en va sortir derrotada, segons 2 Cròniques, va perdre 120.000 soldats en només un dia. Molts oficials significatius van morir incloent-hi el fill del rei. Molts altres foren capturats i convertits en esclaus. Explicant la mateixa batalla, 2 Reis 16:5 no esmenta cap víctima i diu simplement que Rezin i Pècah fracassaren en intentar derrotar a Acaz.
Durant la invasió, els filisteus i edomites aprofitaren a situació i atacaren ciutats i pobles dins del regne del Sud (Judà). Acaz va demanar ajut a Teglatfalassar III d'Assíria. Els assiris van defensar Judà, conquerint tant el regne d'Israel com el de Damasc, però l'aliança de post-guerra només va donar més problemes al rei de Judà. Acaz havia de pagar tribut a Teglatfalassar III, i va haver d'utilitzar els tresors del Temple a Jerusalem i el tresor reial. També va haver d'establir ídols de déus assiris a Judà per mantenir el favor del seu aliat.

## El nen Immanuel
La profecia infantil d'Immanuel del llibre d'Isaïes està relacionat de prop amb la Guerra sirio-efraïmita. Isaïes 7-12 descriu de pas aquesta guerra. El profeta hebreu li diu al rei jueu Acaz que la invasió serà un fracàs i li diu que demani un senyal a Déu. Acaz rebutja, afirmant que no vol provar a Déu (Deuteronomi 6.16). Isaïes llavors anuncia que Déu mateix escollirà el senyal: "Una dona jove concebrà i portara un fill, i el seu nom serà Immanuel (que vol dir "Déu és amb nosaltres"). Menjarà curds i mel quan sàpiga com rebutjar el mal i triar el bé. Però abans que el nen sàpiga com rebutjar el mal i triar el bé, la terra dels dos reis serà evacuada." (Isaïes 7:14-16 Versió estàndard revisada). Això significava que Assíria no envairà Judà perquè Déu estava amb ells. La negativa d'Acaz a seleccionar el senyal portarà Assíria directament a les portes de Judah.
El següent capítol detalla una altra profecia sobre un nen de nom Maher-shalal-hash-baz (significat "Ràpid en saquejar", "Veloç en fer botí"). Isaïes llavors explica que la importància d'aquest nom és que abans que aquest nen pugui parlar, Assíria robarà tant Síria com Efraim.
Isaïes acaba aquestes profecies pel que fa als seus nens Shear-Jashub (significant "Que retorni un romanent" Isaïes 7.3), Immanuel i Maher-shalal-hash-baz, dient "Aquí estic jo, i els nens que el Senyor m'ha donat. Som senyals i símbols a Israel del Senyor Totpoderós, que viu al Mont Zion (Isaïes 8.18 Niv). De manera bastant interessant el context continua al capítol 9 que també utilitza un naixement d'un nen com el seu objecte.